# Jacco Arends

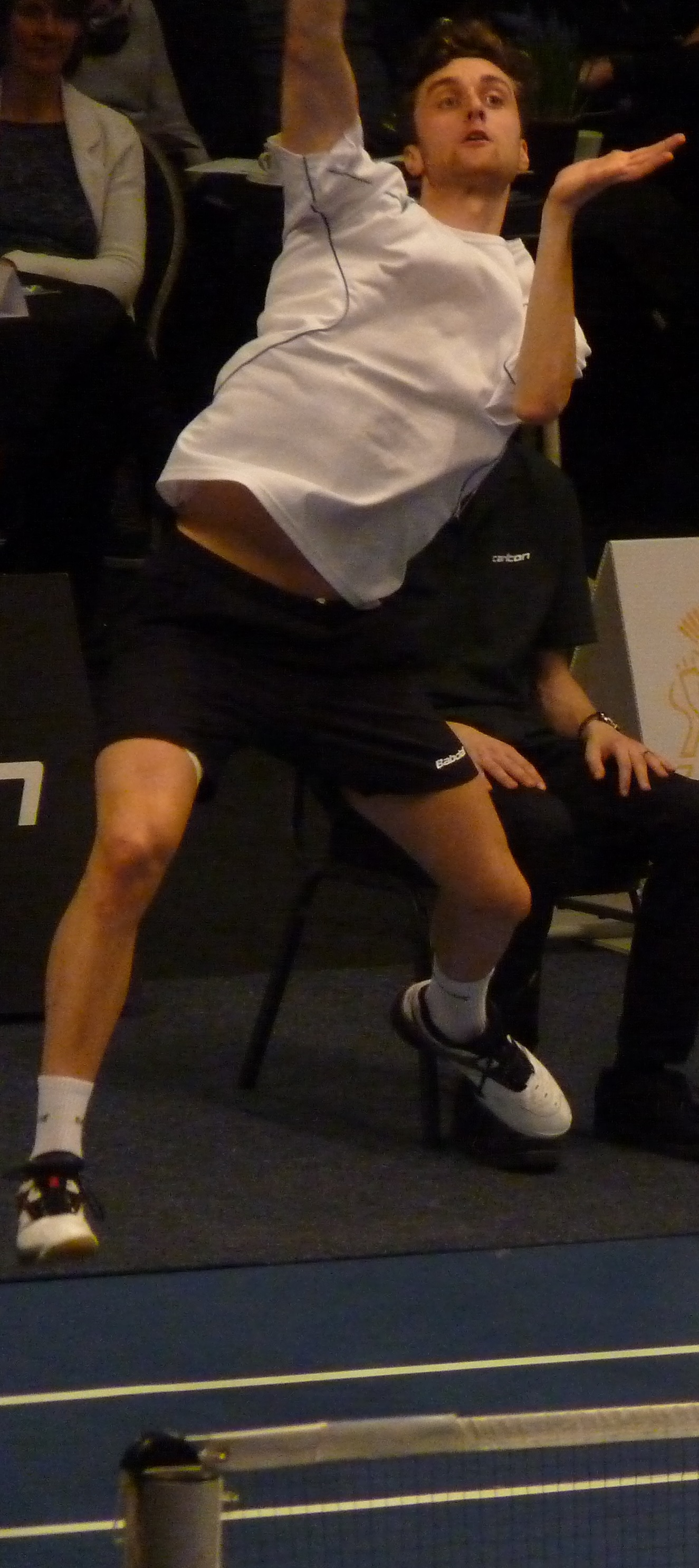
Jacco Arends

Jacco Arends (Haarlem, 28 januari 1991) is een Nederlands badmintonspeler. In het dubbelspel speelt hij met Jelle Maas en in de gemengd-dubbel met Selena Piek. Met Piek won hij een bronzen medaille op de EK badminton 2016. Beiden namen ook deel aan de Olympische Zomerspelen 2016. Begin 2019 ging het duo uit elkaar. Piek vormde vanaf dat moment een gemengd dubbel met Robin Tabeling, Jacco Arends met Cheryl Seinen.